# Verena Zimmermann-Bonato
Verena Zimmermann, conosciuta ora come Verena Bonato (Colonia, 7 novembre 1979), è un'attrice tedesca, attiva prevalentemente in campo televisivo.
I suoi ruoli più noti sono quelli di Jessica Falkenberg nella soap opera Unter uns (1997-1999), quello di Lisa Baumann nella serie televisiva St. Angela (2000-2001), quello di Nicola "Nico" von Lahnstein nella soap opera Verbotene Liebe (2002-2005, 2006-2007, 2008 e 2010-...) e quello di Sonja Felder nella soap opera Tempesta d'amore (Sturm der Liebe, 2008-2009).
Fino all'inizio del 2011, era nota al pubblico con il cognome da nubile Zimmermann; in seguito, l'attrice ha optato per quello del marito, Dino Bonato.

## Filmografia parziale

### Cinema
- Lady Pochoir (2010)

### Televisione
- Unter uns - soap opera, 24 puntate (1997-1999)
- St. Angela - serie TV, 24 episodi (2000-2001)
- Die Wache - serie TV (2001)
- Nesthocker - Familie zu verschenken - serie TV, episodio 03x06 (2002)
- Guardia costiera (Küstenwache) -  serie TV, episodio 05x06 (2002)
- Squadra Speciale Cobra 11 (Alarm für Cobra 11) - serie TV (2002)
- Verbotene Liebe - soap opera, 1078 puntate (2002-2015)
- Il nostro amico Charly (Unser Charly), serie TV, episodio 11x12 (2006)
- 112 - Sie retten dein Leben - serie TV, 1 episodio (2008)
- Tempesta d'amore (Sturm der Liebe) - soap opera (2008-2009)
- Il medico di campagna (Der Landarzt) - serie TV, 1 episodio (2010)
- Geister: All Inclusive - film TV (2011)
- Alles was zählt - serie TV, 22 episodi (2020-2021)

## Doppiatrici italiane
- In Tempesta d'amore, Verena Zimmermann è stata doppiata da Elena Bedino[4]